# Angola az 1980. évi nyári olimpiai játékokon
Angola a szovjetunióbeli Moszkvában megrendezett 1980. évi nyári olimpiai játékok egyik részt vevő nemzete volt. Az országot az olimpián 3 sportágban 11 sportoló képviselte, akik érmet nem szereztek. Angola első alkalommal vett részt az olimpiai játékokon.

## Atlétika
Férfi
| Versenyző       | Versenyszám | Előfutam | Előfutam | Előfutam | Negyeddöntő | Negyeddöntő | Negyeddöntő | Elődöntő | Elődöntő | Elődöntő | Döntő   | Döntő    |
| Versenyző       | Versenyszám | Idő      | Hely.    | Össz.    | Idő         | Hely.       | Össz.       | Idő      | Hely.    | Össz.    | Idő     | Helyezés |
| --------------- | ----------- | -------- | -------- | -------- | ----------- | ----------- | ----------- | -------- | -------- | -------- | ------- | -------- |
| Ilídio Coelho   | 100 m       | 11,42    | 7.       | 61.      | kiesett     | kiesett     | kiesett     | kiesett  | kiesett  | kiesett  | kiesett | kiesett  |
| Rubén Inácio    | 200 m       | 22,52    | 6.       | 47.      | kiesett     | kiesett     | kiesett     | kiesett  | kiesett  | kiesett  | kiesett | kiesett  |
| Bernardo Manuel | 5000 m      | 14:51,34 | 11.      | 31.      |             |             |             | kiesett  | kiesett  | kiesett  | kiesett | kiesett  |

## Ökölvívás
| Versenyző            | Versenyszám | Selejtező         | 32-es főtábla                      | Nyolcaddöntő      | Negyeddöntő       | Elődöntő          | Döntő             | Helyezés |
| Versenyző            | Versenyszám | Ellenfél Eredmény | Ellenfél Eredmény                  | Ellenfél Eredmény | Ellenfél Eredmény | Ellenfél Eredmény | Ellenfél Eredmény | Helyezés |
| -------------------- | ----------- | ----------------- | ---------------------------------- | ----------------- | ----------------- | ----------------- | ----------------- | -------- |
| José Luís de Almeida | Harmatsúly  | erőnyerő          | Ray Gilbody (GBR) · 0:5            | kiesett           | kiesett           | kiesett           | kiesett           | 17.      |
| Abílio Cabral        | Pehelysúly  | erőnyerő          | Fitzroy Brown (GUY) · 0:5          | kiesett           | kiesett           | kiesett           | kiesett           | 17.      |
| Alberto Coelho       | Könnyűsúly  |                   | Galsandorjiin Batbileg (MGL) · 0:5 | kiesett           | kiesett           | kiesett           | kiesett           | 17.      |

## Úszás
Férfi
| Versenyző                                                          | Versenyszám            | Előfutam | Előfutam | Előfutam | Elődöntő | Elődöntő | Elődöntő | Döntő   | Döntő    |
| Versenyző                                                          | Versenyszám            | Idő      | Hely.    | Össz.    | Idő      | Hely.    | Össz.    | Idő     | Helyezés |
| ------------------------------------------------------------------ | ---------------------- | -------- | -------- | -------- | -------- | -------- | -------- | ------- | -------- |
| Jorge Lima                                                         | 100 m gyors            | 59,39    | 8.       | 35.      | kiesett  | kiesett  | kiesett  | kiesett | kiesett  |
| Jorge Lima                                                         | 200 m gyors            | 2:14,37  | 8.       | 40.      |          |          |          | kiesett | kiesett  |
| Jorge Lima                                                         | 100 m hát              | 1:14,33  | 6.       | 32.      | kiesett  | kiesett  | kiesett  | kiesett | kiesett  |
| Francisco Lopes dos Santos                                         | 100 m mell             | 1:18,95  | 7.       | 23.      |          |          |          | kiesett | kiesett  |
| Marcos Daniel                                                      | 100 m pillangó         | 1:07,46  | 7.       | 33.      | kiesett  | kiesett  | kiesett  | kiesett | kiesett  |
| Fernando Lopes Francisco Lopes dos Santos Marcos Daniel Jorge Lima | 4 × 100 m vegyes váltó | 4:35,11  | 5.       | 11.      |          |          |          | kiesett | kiesett  |

Női
| Michele Pessoa | 100 m gyors | 1:09,10 | 6. | 27. | kiesett | kiesett | kiesett | kiesett | kiesett |
| Michele Pessoa | 100 m hát   | 1:26,59 | 6. | 26. | kiesett | kiesett |         |         |         |